# غود محمود (باقران)
غود محمود (بالفارسية: گودمحمود) هي مستوطنة تقع في إيران في قسم باقران الريفي.